# Сыпной тиф
Сыпной тиф (лат. typhus от др.-греч. τῦφος — «дым, жар; гордыня») — группа инфекционных заболеваний, вызываемых бактериями из группы риккетсий. Общее острое инфекционное заболевание, передающееся от больного человека к здоровому трансмиссивным механизмом (переносчик возбудителя инфекции — вошь, преимущественно платяная). Характеризуется специфической сыпью, лихорадкой, поражением нервной и сердечно-сосудистой систем. Различают два заболевания: эпидемический сыпной тиф (возбудитель — R. prowazekii) и эндемический сыпной тиф (возбудитель — R. typhi).

## Историческая справка
Изначально сыпной тиф относился к заболеваниям Старого Света. Название «typhos» впервые употребил ещё древнегреческий врач Гиппократ. В дореволюционных источниках нередко описывается как «пятнистый тиф».
В истории войн сыпной тиф нередко оказывался решающим фактором: число жертв этой болезни часто превышало потери в сражениях, как, например, в Тридцатилетней войне, во время вторжения Наполеона в Россию, в Крымской войне, в Первой мировой. В послереволюционной России в период между 1917 и 1921 от сыпного тифа погибло около 3 млн человек.
Тот факт, что эпидемии сыпного тифа чаще возникают в холодное время года и в периоды военных действий, когда возрастает «завшивленность» и отмечается скученное проживание больших групп людей в неприспособленных для жилья условиях, позволил предположить, что именно вши являются переносчиками заболевания. В 1909 году Шарль Николь доказал, что переносчиком возбудителя сыпного тифа от человека к человеку выступает платяная вошь Pediculus humanus corporis(вши на человеческом теле), за что в 1928 году он был удостоен Нобелевской премии по физиологии и медицине. Головная вошь также может передавать сыпной тиф, а лобковая вошь — чрезвычайно редко. Роль животных в качестве резервуара инфекции не установлена. Между эпидемиями инфекция поддерживается в дремлющем состоянии среди людей — хронических носителей патогенных риккетсий. Эпизодические случаи инфекции, называемой болезнью Брилла (рецидивная форма сыпного тифа), иногда встречаются в восточных районах США.
Выделение сыпного тифа в самостоятельную нозологическую форму впервые сделано русскими врачами Я. Щировским (1811), Я. Говоровым (1812) и И. Франком (1885). Детальное разграничение брюшного и сыпного тифов (по клинической симптоматике) сделано в Англии Мерчисоном (1862) и в России С. П. Боткиным (1867). Роль вшей в передаче сыпного тифа впервые установил Н. Ф. Гамалея в 1909 году. Заразительность крови больных сыпным тифом доказал опытом самозаражения О. О. Мочутковский (кровь больного сыпным тифом была взята на 10-й день болезни, введена в разрез кожи предплечья, заболевание О. О. Мочутковского наступило на 18-й день после самозаражения и протекало в тяжёлой форме). Возбудителя сыпного тифа обнаружил и описал Станислав Провачек.
Исследованию эпидемиологии и разработке методов лечения риккетсиозов посвятил жизнь выдающийся микробиолог Алексей Васильевич Пшеничнов, д. м. н., заведующий кафедрой микробиологии Пермского государственного университета (ПГУ), руководитель вирусно-риккетсиозного отдела пермского Научно-исследовательского института вакцин и сывороток.
А. В. Пшеничнов детально исследовал жизненный цикл разных штаммов риккетсий, создал среду для культивирования риккетсий в лабораторных условиях вне организма-«хозяина». Большой вклад в исследование эпидемиологии сыпного тифа внесли его сыновья Вадим (военный врач, генерал, длительное время — заместитель директора по науке загорского НИИ микробиологии) и Роберт, возглавлявший риккетсиозную лабораторию, а затем вместе с отцом создавший и возглавивший Отдел экологии и генетики микроорганизмов (ныне Институт экологии и генетики микроорганизмов УрО РАН).
В 1942 году эффективную вакцину для профилактики сыпного тифа разработал Алексей Васильевич Пшеничнов. Народный комиссариат здравоохранения РСФСР приказал директорам молотовского, иркутского, московского институтов создать отделы по выпуску вакцины. Широкое применение вакцины позволило предотвратить эпидемию тифа в действующей армии и в тылу во время Великой Отечественной войны.
Современная антибиотикотерапия оказывает очень быстрый эффект (в течение суток), поэтому многие методы вакцинотерапии в настоящее время имеют лишь историческое значение.

## Этиология
Возбудитель — риккетсия Провачека, неподвижны, споры и капсулы не образуют, часто внедряются в эндотелиальные клетки сосудов, могут сохраняться годами при низких температурах и в сухом виде, длительное время могут персистировать в организме без клинических проявлений.

## Эпидемиология
Заболеваемость сыпным тифом резко возрастала во время войн и народных бедствий, число заболевших исчислялось миллионами. 
В настоящее время высокая заболеваемость сыпным тифом сохранилась лишь в некоторых развивающихся странах. Однако многолетнее сохранение риккетсий у ранее переболевших сыпным тифом и периодическое появление рецидивов в виде болезни Брилля-Цинссера не исключает возможность эпидемических вспышек сыпного тифа. Это возможно при ухудшении социальных условий (повышенной миграции населения, педикулёзе, ухудшении питания и других факторах).
Источником инфекции является больной человек, начиная с последних 2—3 дней инкубационного периода и до 7—8-го дня с момента нормализации температуры тела. После этого, хотя риккетсии могут длительно сохраняться в организме, реконвалесцент уже не представляет опасности для окружающих. Сыпной тиф передаётся через вшей, преимущественно через платяных, реже через головных. После питания кровью больного вошь становится заразной через 5—6 дней и до конца жизни (вошь, заражённая риккетсиями Провачека, погибает через 15—18 дней жизни, в то время как здоровая живёт 30—40 дней). Заражение человека происходит путём втирания фекалий вшей в повреждения кожи (в расчёсы). Известны случаи инфицирования при переливании крови, взятой у доноров в последние дни инкубационного периода. Риккетсии, циркулирующие в Северной Америке (R. rickettsii и R. canada), передаются клещами.

## Виды сыпного тифа

### Эндемический сыпной тиф
Эндемический сыпной тиф (крысиный, блошиный или американский сыпной тиф) вызывается риккетсиями R. typhi (ранее R. mooseri). В США ежегодно регистрируется около 40 случаев заболевания. Оно встречается в регионах с относительно тёплым климатом в обоих полушариях, преимущественно летом и в основном среди сельских жителей; протекает легче, чем эпидемический тиф. Это болезнь главным образом от крыс, которая передаётся человеку при укусе крысиными блохами. Поэтому борьба с крысами чрезвычайно важна как мера профилактики.

### Эпидемический сыпной тиф
Эпидемический сыпной тиф, известный также как классический, европейский или вшивый сыпной тиф, корабельная или тюремная лихорадка, вызывается риккетсиями Провачека, Rickettsia prowazekii (по именам описавших их американского исследователя Ха́уарда Те́йлора Ри́ккетса и чешского учёного Станислава Провачека).

### Другиериккетсиозы
- Сибирский клещевой сыпной тиф (возбудитель - R. sibirica)
- Североавстралийский клещевой сыпной тиф (возбудитель - R. australis)
- Марсельская (тунисская) сыпнотифозная лихорадка (возбудитель - R.conori).
- Бразильский сыпной тиф - злокачественный вариант Пятнистой лихорадки Скалистых гор, при котором через 3-4 дня наступает смерть (возбудитель - R. rickettsii).

## Патогенез
Воротами инфекции являются мелкие повреждения кожи (чаще расчёсы), уже через 5—15 мин риккетсии проникают в кровь, небольшая часть их гибнет, остальная попадает в лимфоток и направляются в регионарные лимфатические узлы, где размножаются (первичное размножение), этот период соответствует инкубационному. После чего происходит массивный выброс риккетсий в кровоток (первичная риккетсемия), происходит гибель части риккетсий, при этом высвобождается эндотоксин, начинается острый период заболевания. Риккетсии проникают в эндотелий сосудов и размножаются. Это приводит к набуханию и десквамации эндотелиальных клеток. Попавшие в ток крови клетки разрушаются, высвобождающиеся при этом риккетсии поражают новые эндотелиальные клетки. Наиболее бурно процесс размножения риккетсий происходит в последние дни инкубационного периода и в первые дни лихорадки.
Основной формой поражения сосудов является бородавчатый эндоваскулит. Процесс может захватывать всю толщину сосудистой стенки с сегментарным или круговым некрозом стенки сосуда, что может привести к закупорке сосуда образующимся тромбом. Так возникают своеобразные сыпнотифозные гранулёмы (узелки Попова). При тяжёлом течении болезни преобладают некротические изменения, при лёгком — пролиферативные. Изменения сосудов особенно выражены в центральной нервной системе, что дало основание И. В. Давыдовскому считать, что каждый сыпной тиф является негнойным менингоэнцефалитом. С поражением сосудов связаны не только клинические изменения со стороны центральной нервной системы, но и изменения кожи (гиперемия, экзантема), слизистых оболочек, тромбоэмболические осложнения и другие симптомы.
После перенесённого сыпного тифа остаётся довольно прочный и длительный иммунитет. У части реконвалесцентов это нестерильный иммунитет, так как риккетсии Провачека могут десятилетиями сохраняться в организме и при ослаблении защитных сил организма обусловливать отдалённые рецидивы в виде болезни Брилла — Цинссера. Кроме того, при наличии завшивленности больные болезнью Брилля — Цинссера могут служить источником инфекции, что может стать инициирующей искрой для новой эпидемии сыпного тифа.

## Клиническая картина
Укус заражённой вши непосредственно не приводит к инфицированию; заражение происходит при расчёсывании, то есть втирании в место укуса выделений кишечника вши, богатых риккетсиями. Инкубационный период при сыпном тифе продолжается 10—14 дней. Начало болезни внезапное и характеризуется ознобом, лихорадкой, упорной головной болью, болью в спине. Через несколько дней на коже, сначала в области живота, появляется пятнистая розовая сыпь. Сознание больного заторможено (вплоть до комы), больные дезориентированы во времени и пространстве, речь их тороплива и бессвязна. Температура постоянно повышена до 40 °C и резко снижается примерно через две недели. Во время тяжёлых эпидемий до половины заболевших могут погибнуть. Лабораторные тесты (реакция связывания комплемента и реакция Вейля — Феликса) становятся положительными на второй неделе заболевания.

## Осложнения
Риккетсии Провачека паразитируют в эндотелии сосудов, в связи с этим могут возникать различные осложнения — тромбофлебиты, эндартерииты, тромбоэмболия лёгочных артерий, кровоизлияние в мозг, миокардиты. Преимущественная локализация в центральной нервной системе приводит к осложнениям в виде психоза, полирадикулоневрита. Присоединение вторичной бактериальной инфекции может обусловить присоединение пневмоний, отита, паротита, гломерулонефрита и других заболеваний. При антибиотикотерапии, когда очень быстро проходят все проявления болезни, и даже при лёгких формах болезни почти единственной причиной гибели больных являются тромбоэмболии лёгочной артерии. Как правило, это происходило уже в периоде выздоровления, при нормальной температуре тела. Нередко осложнение провоцировалось увеличением двигательной активности человека.

## Диагноз
Диагноз спорадических случаев в начальный период болезни (до появления типичной экзантемы) очень труден. Серологические реакции становятся положительными также лишь с 4—7-го дня от начала болезни. Во время эпидемических вспышек диагноз облегчается эпидемиологическими данными (сведения о заболеваемости, наличии завшивленности, контакт с больными сыпным тифом и другие факты). При появлении экзантемы (то есть с 4—6-го дня болезни) клинический диагноз уже возможен. Сроки появления и характер сыпи, гиперемия лица, энантема Розенберга, пятна Киари—Авцына, изменения со стороны нервной системы — всё это позволяет дифференцировать в первую очередь от брюшного тифа (постепенное начало, заторможенность больных, изменения со стороны органов пищеварения, более позднее появление экзантемы в виде розеоло-папулёзной мономорфной сыпи, отсутствие петехий и другие факторы).
Необходимо дифференцировать и от других инфекционных болезней, протекающих с экзантемой, в частности, с другими риккетсиозами (эндемический сыпной тиф, клещевой риккетсиоз Северной Азии и другие заболевания). Некоторое дифференциально-диагностическое значение имеет картина крови. При сыпном тифе характерным является умеренный нейтрофильный лейкоцитоз с палочкоядерным сдвигом, эозинопения и лимфопения, умеренное повышение СОЭ.
Для подтверждения диагноза используют различные серологические реакции. Сохранила некоторое значение реакция Вейля—Феликса — реакция агглютинации с протеем OXig, особенно при нарастании титра антител в ходе болезни. Чаще используют РСК с риккетсиозным антигеном (приготовленным из риккетсий Провачека), диагностическим титром считается 1:160 и выше, а также нарастание титра антител. Используют и другие серологические реакции (реакция микроагглютинации, гемагглютинации и другие).
В меморандуме совещания ВОЗ по риккетсиозам (1993)  в качестве рекомендуемой диагностической процедуры рекомендована непрямая реакция иммунофлюоресценции. В острую фазу болезни (и периода реконвалесценции) антитела связаны с IgM, что используется для отличия от антител в результате ранее перенесённой болезни. Антитела начинают выявляться в сыворотке крови с 4—7-го дня от начала болезни, максимального титра достигают через 4—6 нед от начала заболевания, затем титры медленно снижаются. После перенесённого сыпного тифа риккетсии Провачека в течение многих лет сохраняются в организме реконвалесцента, это обусловливает длительное сохранение антител (связаны с IgG также в течение многих лет, хотя и в невысоких титрах). В последнее время с диагностическими целями используют пробную терапию антибиотиками тетрациклиновой группы. Если при назначении тетрациклина (в обычных терапевтических дозах) через 24—48 ч не наступает нормализация температуры тела, то это позволяет исключить сыпной тиф (если лихорадка не связана с каким-либо осложнением).

## Лечение и профилактика эпидемий
Основным этиотропным препаратом в настоящее время являются антибиотики тетрациклиновой группы, при непереносимости их эффективным оказывается и левомицетин (хлорамфеникол). Чаще назначается тетрациклин внутрь по 20—30 мг/кг или для взрослых по 0,3—0,4 г 4 раза в день. Курс лечения продолжается 4—5 дней. Реже назначают левомицетин по 0,5—0,75 г 4 раза в сутки в течение 4—5 дней. При тяжёлых формах первые 1—2 дня можно назначать левомицетина сукцинат натрия внутривенно или внутримышечно по 0,5—1 г 2—3 раза в сутки, после нормализации температуры тела переходят на пероральное применение препарата. Если на фоне антибиотикотерапии присоединяется осложнение, обусловленное наслоением вторичной бактериальной инфекции (например, пневмонии), то с учётом этиологии осложнения дополнительно назначают соответствующий химиопрепарат.
Из патогенетических препаратов обязательным является назначение достаточной дозы витаминов, особенно аскорбиновой кислоты и Р-витаминные препараты, которые обладают сосудоукрепляющим действием. Для предупреждения тромбоэмболических осложнений, особенно в группах риска (к ним прежде всего относятся лица пожилого возраста), необходимо назначение антикоагулянтов. Назначение их необходимо и для предупреждения развития тромбогеморрагического синдрома. Наиболее эффективным препаратом для этой цели является гепарин, который следует назначать сразу же после установления диагноза сыпного тифа и продолжать его приём в течение 3—5 дней.

## Прогноз
До введения в практику антибиотиков прогноз был неблагоприятным, многие больные умирали. В настоящее время при лечении больных тетрациклинами (или левомицетином) прогноз благоприятный даже при тяжёлом течении болезни. Летальные исходы наблюдались очень редко (менее 1 %), а после введения в практику антикоагулянтов летальных исходов не наблюдается.

## Профилактика
Для профилактики сыпного тифа большое значение имеет борьба со вшивостью, ранняя диагностика, изоляция и госпитализация больных сыпным тифом, необходима тщательная санитарная обработка больных в приёмном покое стационара и дезинсекция одежды больного. Для специфической профилактики использовалась инактивированная формалином вакцина, содержащая убитые риккетсии Провачека. Вакцины использовались во время повышенной заболеваемости и были эффективными. В настоящее время при наличии активных инсектицидов, эффективных методов этиотропной терапии и низкой заболеваемости значение противосыпнотифозной вакцинации значительно снизилось.